# Röhrgraben
Der Röhrgraben ist ein mittelalterlicher Kunstgraben und diente der Wasserversorgung des Ehrenfriedersdorfer Zinnbergbaus.

## Verlauf
Der Röhrgraben zweigt etwa 500 m östlich des Ratsteiches vom Greifenbach ab und führt zunächst am Südhang des Pochwaldes, nördlich oberhalb des Pochwaldweges am Greifensteinstolln vorbei in östliche Richtung. Nach rund 1400 m knickt er, dem Verlauf der Höhenlinien am Westhang des Hahnenrücks folgend, nach Süden ab. Weitere rund 800 m später macht er in der Nähe des ehemaligen Greifenbachviaduktes eine Biegung nach Osten und verläuft am Waldrand entlang bis zur Geyerschen Straße. Nach Querung der Straße führt er – heute zum großen Teil verrohrt – über Wiesen und Felder durch Mönchsbad, wo er sich in nordnordöstliche Richtung wendet und die Bundesstraße 95 unterquert. An der Sauberg-Auffahrt endet der verrohrte Teil und der Röhrgraben verläuft in nordwestliche Richtung ins Weichbild von Ehrenfriedersdorf bis zur Thomas-Mann-Straße. Der Höhenunterschied zwischen Anfangs- und Endpunkt beträgt 23,5 m; dies entspricht einem Gefälle von 0,43 %.
Vor der bergbaulichen Erschließung des Sauberges führte ein weiteres Grabenstück von dort bis ins etwa 1,7 km entfernte Seifental östlich von Ehrenfriedersdorf. Hier, aber auch unterhalb des Sauberges, diente das Wasser zum Antrieb verschiedener Pochwerke, Wäschen und der Ehrenfriedersdorfer Zinnhütte. Auf diesem Teilstück wurde der Graben seit Mitte des 18. Jhds. nicht mehr unterhalten und ist dadurch heute trocken und verfallen.

## Geschichte
Der umfangreiche Ehrenfriedersdorfer Bergbau, welcher bereits seit Mitte des 13. Jahrhunderts betrieben wurde, veranlasste die Bergleute, zusätzliches Betriebswasser für die Zinnaufbereitung heranzuführen. Das wald- und wasserreiche Gebiet am Greifenbachstauweiher bietet sehr günstige Bedingungen für die Wasserentnahme. Das Hochplateau mit geschlossenem Waldgebiet liegt bei einer durchschnittlichen Jahresniederschlagsmenge von mehr als 1000 mm. Die nur mäßige Neigung des Geländes und die gute Speicherfähigkeit des Bodens gewährleisten auch in niederschlagsarmen Zeiten eine relativ konstante Abflussmenge und boten damit ideale Voraussetzungen zur Anlage eines Kunstgrabens.
Die Errichtung des Grabens lässt sich zeitlich nicht eindeutig festlegen. In einer Erbhuldigung der Ehrenfriedersdorfer vom 28. September 1541, nach Herzog Georgs Tod, klagten diese: Es sei ihnen zu Herzog Georgs Zeiten, Abbruch an ihren Gerechtigkeiten geschehen … Jetzt nun droheten Heinrich von Gersdorf und der Amtmann von Wolkenstein wieder, ihnen einen Wasserfluss, den sie erblich über 200 Jahre gehabt abzudingen…. Der Bau des Röhrgrabens wäre demzufolge vor 1341 anzusetzen, eindeutig belegen lässt sich dies jedoch nicht. Der Heimatforscher Curt Langer vermutet nach Auswertung mehrerer Urkunden, welche den Graben benennen, die zweite Hälfte des 14. Jahrhunderts als Errichtungszeitraum.
Seit der Mitte des 19. Jahrhunderts wurde das Röhrgrabenwasser auch durch die Ehrenfriedersdorfer Textilindustrie genutzt. In der letzten Bergbauperiode wurde das Wasser bis zu einer Pumpstation gebracht, von welcher es bis 1990 der Zinnerzaufbereitung auf dem Sauberg zugeführt wurde.

## Gegenwart

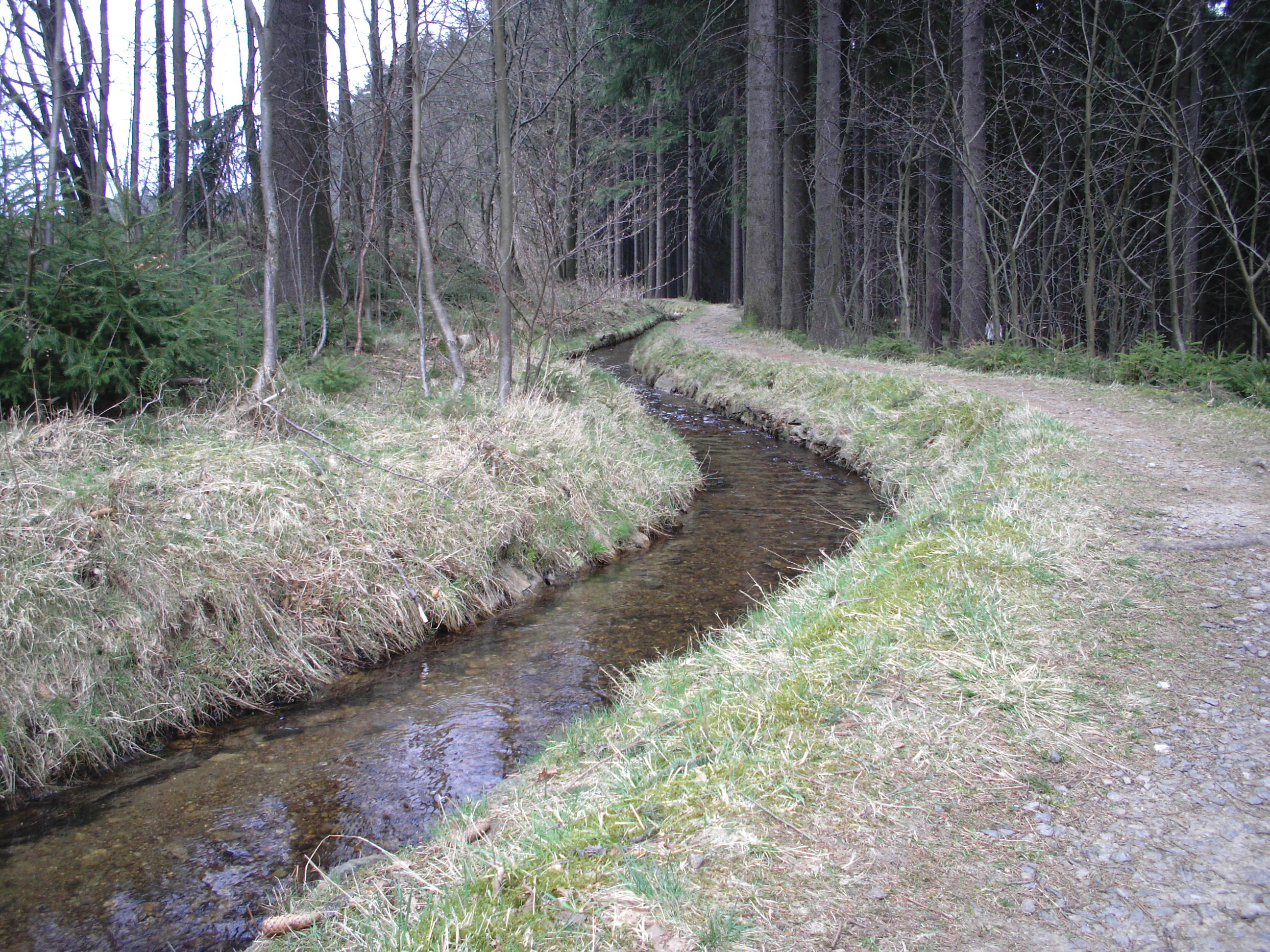
Röhrgraben im April 2007

Bis zur Stilllegung des Bergbaus 1990 wurde das Wasser des Röhrgrabens als Brauchwasser für die Zinnaufbereitung verwendet. Er galt damit als der älteste noch in Betrieb befindliche Kunstgraben Gesamt-Deutschlands.
Zwischen 1999 und 2002 wurde der Röhrgraben denkmalgerecht instand gesetzt. Entlang des Grabens führt im Bereich des Greifenstein-Waldes ein Wanderweg.
Jährlich findet der Röhrgrabenlauf statt.
Der Graben wurde mehrfrach vom erzgebirgischen Künstler Manoah Metzler gemalt.

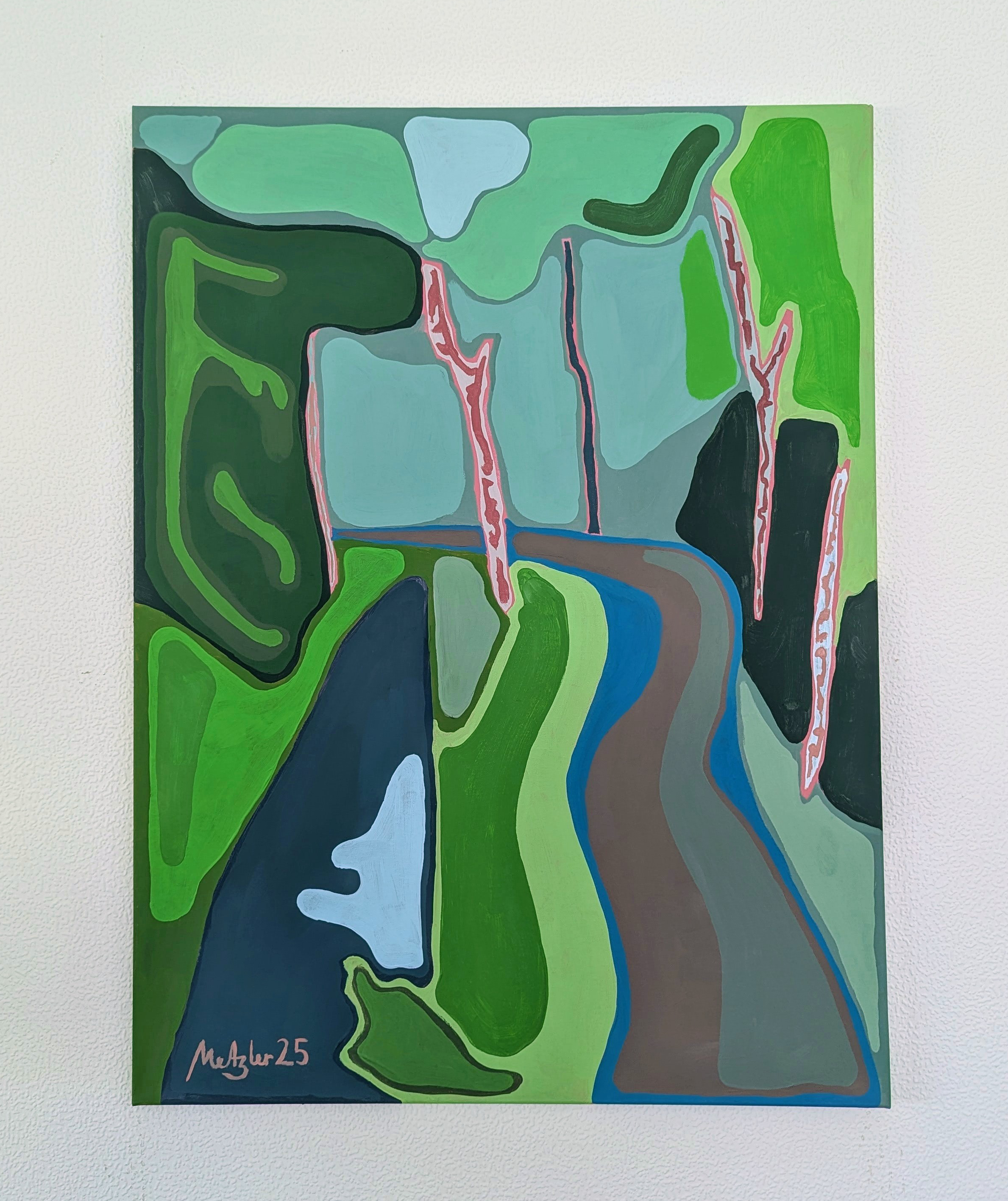
Manoah Metzler 2025 acryl on canvas 60×80

## Kunstgräben am Greifenstein
Im Greifensteingebiet gab es nachweislich neun Seifengebiete. Dies legt die Vermutung nahe, dass neben dem Röhrgraben noch weitere Kunstgräben bestanden haben. Auch werden in einer Beschwerde der Gemeinde Ehrenfriedersdorf an Herzog Heinrich aus dem Jahre 1526 neben dem Röhrgraben weitere Wasserläufe erwähnt. Deren Existenz konnte von Günter Schubert in einer mehrmonatigen Geländeuntersuchung nachgewiesen werden.